# 한대성
한대성(韓大成, 1958년 11월 1일~)은 조선민주주의인민공화국의 외교관이다. 조선민주주의인민공화국의 주재 스위스 대사 겸 주제네바 조선민주주의인민공화국의대표부 대사를 맡고 있다. 주재 그리스 대사, 주재 이탈리아 대사, 주재 몰타 대사, 주재 스페인 대사를 역임했다.